# خاوی هرناندز (بازیکن فوتبال، زاده ۱۹۹۸)
خاوی هرناندز (انگلیسی: Javi Hernández؛ زادهٔ ۲ مهٔ ۱۹۹۸) بازیکن فوتبال اهل اسپانیا است.
از باشگاه‌هایی که در آن بازی کرده‌است می‌توان به باشگاه فوتبال رئال اویدو اشاره کرد.